# Johan Kylén
Johan Erik Kylén, född 28 december 1958 i Vallentuna, är en svensk skådespelare bosatt i Göteborg.

## Biografi
Kylén filmdebuterade 1980 i kortfilmen Min gitarr är som en .... Han är känd för sin roll som Jan Bublanski i Millenniumserien. Han spelade även en av huvudrollerna i Guldbaggevinnande Jätten från 2016.
Kylén är också trummis i musikgruppen The Jack Brothers.

## Filmografi
- 1980 – Min gitarr är som en ...
- 1989 – Maxantimo
- 1991 – Pegaso (TV-serie)
- 1993 – Den korsikanske biskopen (TV-serie)
- 1995 – Petri tårar
- 1999 – Noll tolerans
- 2007 – Upp till kamp (TV-serie)
- 2008 – Patrik 1,5
- 2009 – I skuggan av värmen
- 2009 – Luftslottet som sprängdes
- 2009 – Flickan som lekte med elden
- 2009 – Karaokekungen
- 2009 – Fallet (TV-serie)
- 2011 – I skydd av skuggorna
- 2014 – Gentlemen
- 2016 – Gentlemen & Gangsters (TV-serie)
- 2016 – Jätten
- 2020 – Bäckström (TV-serie)

## Teater

### Roller
| År   | Roll | Produktion                                       | Regi               | Teater     |
| ---- | ---- | ------------------------------------------------ | ------------------ | ---------- |
| 1987 |      | Röda nejlikan (The Scarlet Pimpernel) Emma Orczy | Marika Lagercrantz | Jordcirkus |